# Формула монотонности
Формула монотонности — классическая теорема о минимальных поверхностях.
Она утверждает в частности, что площадь пересечения минимальной поверхности без границы с шаром с центром на поверхности не может быть меньше площади круга того же радиуса.

## Формулировка
Предположим {\displaystyle M} есть {\displaystyle k}-мерная минимальная поверхность в евклидовом пространстве и {\displaystyle p\in M}.
Обозначим через {\displaystyle R} минимальное расстояние от {\displaystyle p} до границы {\displaystyle M}.
Тогда функция
{\displaystyle r\mapsto {\frac {\mathrm {S} (M\cap B_{r}(p))}{r^{m}}}}
монотонно возрастает в интервале {\displaystyle [0,R]};
здесь {\displaystyle \mathrm {S} } обозначает {\displaystyle k}-мерную площадь и {\displaystyle B_{r}(p)} — шар радиуса {\displaystyle r} с центром в {\displaystyle p}.

## Следствия
- Для {\displaystyle M}, {\displaystyle p} и {\displaystyle R} как в формулировке выполняется неравенство
{\displaystyle \mathrm {S} (M\cap B_{r}(p))\geq \omega _{k}\cdot r^{m},}

при {\displaystyle r\leq R}; здесь {\displaystyle \omega _{k}} обозначает объём единичного шара в {\displaystyle k}-мерном евклидовом пространстве.
- Более того, если {\displaystyle p} является точкой самопересечения то

{\displaystyle \mathrm {S} (M\cap B_{r}(p))\geq 2\cdot \omega _{k}\cdot r^{m},}
при {\displaystyle r\leq R}.

## Применения
- Эколм и Уайт применили формулу монотонности в доказательстве того, что минимальная поверхность натянутая на контур с вариацией поворота 4π или меньше является вложенной.
- Бренде и Хунг применили обобщённую формулу монотонности для оценки площади пересечения минимальной поверхности с шаром центр которого находится вне поверхности.